# Tiankoura
Tiankoura är en ort i Burkina Faso.   Den ligger i regionen Sud-Ouest, i den sydvästra delen av landet, 260 km sydväst om huvudstaden Ouagadougou. Tiankoura ligger 271 meter över havet och antalet invånare är 502.
Terrängen runt Tiankoura är platt. Runt Tiankoura är det ganska glesbefolkat, med 25 invånare per kvadratkilometer.. Närmaste större samhälle är Mouviélo, 13,4 km öster om Tiankoura.
Omgivningarna runt Tiankoura är en mosaik av jordbruksmark och naturlig växtlighet.